# Campeonato Mundial de Atletismo Sub-20 de 2022 - 100 m masculino
A prova dos 100 metros masculino do Campeonato Mundial de Atletismo Sub-20 de 2022 ocorreu entre os dias 1 e 2 de agosto de 2022, no Estádio Olímpico Pascual Guerrero, em Cali, na Colômbia.

## Recordes
Antes desta competição, os recordes mundiais e do campeonato nesta prova eram os seguintes:
|       | Nome            | Nacionalidade  | Tempo | Local     | Data                |
| ----- | --------------- | -------------- | ----- | --------- | ------------------- |
| WU20R | Trayvon Bromell | Estados Unidos | 9.97  | Eugene    | 13 de junho de 2014 |
| WU20R | Letsile Tebogo  | Botswana       | 9.94* | Eugene    | 15 de julho de 2022 |
| CR    | Adam Gemili     | Reino Unido    | 10.05 | Barcelona | 11 de julho de 2012 |
| WU20L | Letsile Tebogo  | Botswana       | 9.94  | Eugene    | 15 de julho de 2022 |

*Marca com ratificação pendente
Os seguintes recordes mundiais ou do campeonato foram estabelecidos durante esta competição: 
| Data        | Evento  | Nome           | Nacionalidade | Tempo | Notas                 |
| ----------- | ------- | -------------- | ------------- | ----- | --------------------- |
| 1 de agosto | Bateria | Letsile Tebogo | Botswana      | 10.00 | Recorde do campeonato |
| 2 de agosto | Final   | Letsile Tebogo | Botswana      | 9.91  | , WU20R               |

## Medalhistas
| Ouro                 | Prata                    | Bronze                    |
| Letsile Tebogo (BOT) | Bouwahjgie Nkrumie (JAM) | Benjamin Richardson (RSA) |

## Cronograma
Todos os horários são locais (UTC-5).
| Data        | Hora  | Evento    |
| ----------- | ----- | --------- |
| 1 de agosto | 08:55 | Bateria   |
| 2 de agosto | 12:40 | Semifinal |
| 2 de agosto | 14:55 | Final     |

## Resultados

### Bateria
Qualificação: Os 2 primeiros de cada bateria (Q) e os 8 tempos mais rápidos (q).
Vento:
 Bateria 1: +0.2 m/s, Bateria 2: -1.2 m/s, Bateria 3: -0.6 m/s, Bateria 4: +1.7 m/s, Bateria 5: -1.2 m/s, Bateria 6: -0.9 m/s, Bateria 7: -2.9 m/s, Bateria 8: +0.8 m/s
| Posição | Bateria | Atleta                  | Nacionalidade            | Tempo        | Notas                |
| ------- | ------- | ----------------------- | ------------------------ | ------------ | -------------------- |
| 1       | 3       | Letsile Tebogo          | Botswana                 | 10.00        | Q,                   |
| 2       | 8       | Muhd Azeem Fahmi        | Malásia                  | 10.09        | Q,                   |
| 3       | 6       | Puripol Boonson         | Tailândia                | 10.20        | Q                    |
| 4       | 8       | Hiroki Yanagita         | Japão                    | 10.24        | Q                    |
| 5       | 4       | Sandrey Davison         | Jamaica                  | 10.25 [.246] | Q                    |
| 6       | 1       | Alessio Faggin          | Itália                   | 10.25 [.250] | Q,                   |
| 7       | 2       | Benjamin Richardson     | África do Sul            | 10.33        | Q                    |
| 8       | 8       | Tomás Mondino           | Argentina                | 10.34        | q, NU20R             |
| 9       | 6       | Michael Gizzi           | Estados Unidos           | 10.35        | Q                    |
| 10      | 1       | Mukhethwa Tshifura      | África do Sul            | 10.36        | Q                    |
| 11      | 1       | Kakene Sitali           | Zâmbia                   | 10.38        | q                    |
| 12      | 5       | Michael Onilogbo        | Grã-Bretanha             | 10.39 [.385] | Q                    |
| 13      | 5       | Laurenz Colbert         | Estados Unidos           | 10.39 [.388] | Q                    |
| 14      | 7       | Bouwahjgie Nkrumie      | Jamaica                  | 10.39 [.389] | Q                    |
| 15      | 6       | Ronal Longa             | Colômbia                 | 10.40 [.393] | q,                   |
| 16      | 3       | Marek Zakrzewski        | Polónia                  | 10.40 [.395] | Q                    |
| 17      | 8       | Almond Small            | Canadá                   | 10.41 [.402] | q                    |
| 18      | 4       | Hiroto Fujiwara         | Japão                    | 10.41 [.404] | Q                    |
| 19      | 2       | Reynaldo Espinosa       | Cuba                     | 10.41 [.406] | Q                    |
| 20      | 5       | Connor Bond             | Austrália                | 10.43        | q                    |
| 21      | 4       | Carlos Florez           | Colômbia                 | 10.45        | q                    |
| 22      | 2       | Nazzio John             | Granada                  | 10.47 [.467] | q, =                 |
| 23      | 8       | Diego González          | Porto Rico               | 10.47 [.470] | q,                   |
| 24      | 6       | Ajani Daley             | Antígua e Barbuda        | 10.48        | Recorde pessoal      |
| 25      | 6       | Chidiera Onuoha         | Alemanha                 | 10.50        |                      |
| 26      | 6       | Valtteri Louko          | Finlândia                | 10.52        | Recorde pessoal      |
| 27      | 3       | Eduardo Longobardi      | Itália                   | 10.53 [.525] |                      |
| 28      | 1       | Desmond Fraser          | Canadá                   | 10.53 [.530] |                      |
| 29      | 5       | Ogheneovo Mabilo        | Nigéria                  | 10.54        |                      |
| 30      | 2       | Thawatchai Himaiad      | Tailândia                | 10.55        | Recorde pessoal      |
| 31      | 3       | Davonte Howell          | Ilhas Caimã              | 10.56 [.551] | Recorde pessoal      |
| 32      | 7       | Jeff Erius              | França                   | 10.56 [.555] | Q                    |
| 33      | 6       | Renan Correa            | Brasil                   | 10.56 [.559] |                      |
| 34      | 1       | Jai Gordon              | Austrália                | 10.59        |                      |
| 35      | 2       | Revell Webster          | Trinidad e Tobago        | 10.62        |                      |
| 36      | 7       | Eddie Reddemann         | Alemanha                 | 10.63 [.624] |                      |
| 37      | 4       | Zachary Evans           | Bahamas                  | 10.63 [.629] |                      |
| 38      | 3       | Niko Kangasoja          | Finlândia                | 10.66 [.656] |                      |
| 39      | 8       | Lucas Gabriel Fernandes | Brasil                   | 10.66 [.660] |                      |
| 40      | 7       | José Rodríguez          | México                   | 10.67 [.663] |                      |
| 41      | 2       | Wanya McCoy             | Bahamas                  | 10.67 [.670] |                      |
| 42      | 4       | Mark Ren Lee            | Singapura                | 10.69        |                      |
| 43      | 3       | Wanyae Belle            | Ilhas Virgens Britânicas | 10.71        |                      |
| 44      | 7       | Jernej Gumilar          | Eslovênia                | 10.72        |                      |
| 45      | 1       | Kyle Lawrence           | São Vicente e Granadinas | 10.73        |                      |
| 46      | 5       | Paulo Pereira           | Portugal                 | 10.78        |                      |
| 47      | 7       | Erik Erlandsson         | Suécia                   | 10.81        |                      |
| 48      | 8       | Aman Khokhar            | Índia                    | 10.84        |                      |
| 49      | 2       | Panashe Blessed Nhenga  | Zimbabwe                 | 10.86        |                      |
| 50      | 7       | Bautista Diamante       | Argentina                | 10.89        | Recorde da temporada |
| 51      | 1       | Mohammed Hasan Miah     | Bangladesh               | 10.99        | Recorde da temporada |
| 52      | 5       | Beppe Grillo            | Malta                    | 11.05        |                      |
| 53      | 7       | Miguel Ángel Aronátegui | Panamá                   | 11.25        | =                    |
| 54      | 5       | Glenford Williams       | Belize                   | 11.28        | =                    |
| 55      | 4       | Nathan Castro           | Guam                     | 11.35 [.343] | NU20R                |
| 56      | 2       | Ashley Manana           | Madagáscar               | 11.35 [.344] | Recorde pessoal      |
| 57      | 6       | Kylian Vatrican         | Mónaco                   | 11.35 [.346] | NU20R                |
| 58      | 8       | Lassana Tarawally       | Libéria                  | 11.39        | Recorde pessoal      |
| 59      | 3       | Devin Augustine         | Trinidad e Tobago        | 12.39        |                      |
| 60      | 4       | Bryant Alamo            | Venezuela                | 28.32        |                      |
| 61      | 4       | Adekalu Fakorede        | Nigéria                  | DNS          | DNS                  |
| 62      | 5       | Shamar Horatio          | Guiana                   | DNS          | DNS                  |
| 63      | 1       | Ezequiel Newton         | Guiana                   | DNS          | DNS                  |

### Semifinal
Qualificação: Os 2 primeiros de cada bateria (Q) e os 2 tempos mais rápidos (q). 
Vento:
 Bateria 1: +0.6 m/s, Bateria 2: +0.7 m/s, Bateria  3: -0.4 m/s
| Posição | Bateria | Atleta              | Nacionalidade  | Tempo        | Notas           |
| ------- | ------- | ------------------- | -------------- | ------------ | --------------- |
| 1       | 2       | Puripol Boonson     | Tailândia      | 10.09        | Q, NU20R        |
| 2       | 3       | Bouwahjgie Nkrumie  | Jamaica        | 10.11        | Q, = NU20R      |
| 3       | 1       | Letsile Tebogo      | Botswana       | 10.14        | Q               |
| 4       | 2       | Hiroki Yanagita     | Japão          | 10.15        | Q,              |
| 5       | 1       | Benjamin Richardson | África do Sul  | 10.17        | Q               |
| 6       | 3       | Muhd Azeem Fahmi    | Malásia        | 10.19        | Q               |
| 7       | 1       | Laurenz Colbert     | Estados Unidos | 10.29 [.285] | q               |
| 7       | 2       | Reynaldo Espinosa   | Cuba           | 10.29 [.285] | q,              |
| 9       | 2       | Michael Gizzi       | Estados Unidos | 10.30 [.291] |                 |
| 10      | 2       | Connor Bond         | Austrália      | 10.30 [.292] | Recorde pessoal |
| 11      | 3       | Nazzio John         | Granada        | 10.31 [.309] | Recorde pessoal |
| 11      | 3       | Alessio Faggin      | Itália         | 10.31 [.309] |                 |
| 13      | 2       | Jeff Erius          | França         | 10.34        |                 |
| 14      | 1       | Michael Onilogbo    | Grã-Bretanha   | 10.39        |                 |
| 15      | 1       | Diego González      | Porto Rico     | 10.42        | Recorde pessoal |
| 16      | 1       | Kakene Sitali       | Zâmbia         | 10.43        |                 |
| 17      | 3       | Almond Small        | Canadá         | 10.44        |                 |
| 18      | 2       | Carlos Florez       | Colômbia       | 10.45 [.444] | =               |
| 19      | 1       | Ronal Longa         | Colômbia       | 10.45 [.447] |                 |
| 20      | 3       | Hiroto Fujiwara     | Japão          | 10.48        |                 |
| 21      | 3       | Mukhethwa Tshifura  | África do Sul  | 10.58        |                 |
| 22      | 3       | Tomás Mondino       | Argentina      | 10.59        |                 |
| 23      | 1       | Marek Zakrzewski    | Polónia        | 10.68        |                 |
| 24      | 2       | Sandrey Davison     | Jamaica        | DNF          | DNF             |

### Final
A prova final foi realizada no dia 2 de agosto às 14:55. 
Vento: +0.8 m/s
| Posição           | Raia | Atleta              | Nacionalidade  | Tempo        | Notas |
| ----------------- | ---- | ------------------- | -------------- | ------------ | ----- |
| Medalha de ouro   | 4    | Letsile Tebogo      | Botswana       | 9.91         | WU20R |
| Medalha de prata  | 6    | Bouwahjgie Nkrumie  | Jamaica        | 10.02        | NU20R |
| Medalha de bronze | 7    | Benjamin Richardson | África do Sul  | 10.12 [.117] |       |
| 4                 | 5    | Puripol Boonson     | Tailândia      | 10.12 [.118] |       |
| 5                 | 8    | Muhd Azeem Fahmi    | Malásia        | 10.14        |       |
| 6                 | 3    | Hiroki Yanagita     | Japão          | 10.24 [.232] |       |
| 7                 | 1    | Laurenz Colbert     | Estados Unidos | 10.24 [.235] |       |
| 8                 | 2    | Reynaldo Espinosa   | Cuba           | 10.32        |       |

Legenda
| Recorde mundial       | Recorde mundial (World record)               |                       | Recorde africano                      | Recorde africano (African) |                                           | Q | Classificado por posição (Qualified) |
| Recorde do campeonato | Recorde do campeonato (Championship record)  | Recorde da América    | Recorde da América (Americas)         | q                          | Classificado por melhor tempo (Qualified) |   |                                      |
| Melhor marca do ano   | Melhor marca do ano (World leading)          | Recorde asiático      | Recorde asiático (Asian)              | DNS                        | Não largou (Did not start)                |   |                                      |
| Recorde nacional      | Recorde nacional (National record)           | Recorde europeu       | Recorde europeu (European)            | DNF                        | Não terminou (Did not finish)             |   |                                      |
| Recorde pessoal       | Recorde pessoal do atleta (Personal best)    | Recorde da Oceania    | Recorde da Oceania (Oceania)          | DSQ / DQ                   | Desclassificado (Disqualified)            |   |                                      |
| Recorde da temporada  | Recorde da temporada do atleta (Season best) | Recorde sul-americano | Recorde sul-americano (South America) | NM                         | Sem marca (No mark)                       |   |                                      |